# Mosquito Lake
Mosquito Lake – jednostka osadnicza w Stanach Zjednoczonych, w stanie Alaska, w okręgu Haines.